# Cha Seung-won
Cha Seung-won (Anyang; 7 de junio de 1970) es un actor surcoreano, cuya carrera inició exitosamente como modelo de pasarelas en 1990. Alcanzó el estrellato a través de las películas de comedia Kick the Moon (2001), Jail Breakers (2002), My Teacher, Mr. Kim (2003) y Ghost House (2004). Después de probar su versatilidad en otros géneros, notablemente en el thriller Blood Rain (2005) y el melodrama My Son (2007), su popularidad continuó con las series de televisión Guardaespaldas (2003), The City Hall (2009), y The Greatest Love (2011).

## Biografía
Cha abandonó su carrera en la Universidad Sungkyunkwan.
Es amigo del actor surcoreano Lee Sung-jae.

## Carrera
Desde 2014 es miembro de la agencia YG Entertainment, en enero de 2020 se anunció que había renovado su contrato con la agencia el año pasado.
Empezó su exitosa carrera como modelo de pasarelas en 1988. Formó parte del elenco del sitcom New York Story, el cual finalmente allanaría el camino de su debut en cine.
A pesar de que su debut fílmico en Holiday In Seoul (1997) y muchas de sus subsiguientes interpretaciones no lo establecieron como una estrella importante, atrajo la atención en el año 2000 por su desempeño como un arsonist en la película Libera Me. El verano siguiente, el éxito de la comedia de Kim Sang-jin Kick the Moon (unas 4,3 millones de entradas vendidas) le aseguró su sitio en la industria cinematográfica como actor principal. Desde entonces, se ha convertido en uno de los pocos actores taquilleros de su país. En una encuesta de productores de películas influyentes en 2005, se ubicó entre las diez estrellas más rentables.
A principios de 2003, tomó algunos papeles más serios como un corrupto maestro de escuela que es transferido a un área rural en la película My Teacher, Mr. Kim. La película recaudó más de 2,4 millones de admisiones y dio a Cha una suma adicional de elogios por su actuación (años más tarde hizo equipo nuevamente con el director Jang Gyu-seong en la comedia de 2007 Small Town Rivals). Su siguiente papel en Ghost House, película que lo reunió con el director Kim Sang-jin fue una exitosa comedia acerca de un hombre que compra la casa de sus sueños, sólo para descubrir que es perseguido por el fantasma de una joven mujer.
En 2005 se apartó de los personajes de comedia que lo hicieron famoso para participar en el thriller de época Blood Rain. La película fue inesperadamente un éxito comercial robusto y confirmó su popularidad ante la audiencia coreana. Más allá de esto probó su versatilidad en Jang Jin's Murder, Take One (también conocida como The Big Scene).
Protagonizó su primer melodrama, Over the Border (2006), sobre un desertor norcoreano. Entonces se reunió con Jang Jin en My Son (2007), y dijo que su experiencia como padre le ayudó mucho para aprender de su personaje. seguidos por los thrillers criminales Eye for an Eye (2008), y Secret (2009).
Regresó a la televisión en 2009, en el cuento de hadas político The City Hall del escritor Kim Eun-sook. El 2010 fue un año ocupado para él, apareciendo en dos películas, Blades of Blood, y la película sobre la guerra coreana 71: Into the Fire, seguida de la serie de espías Athena: Goddess of War.
En 2011 su actuación en la exitosa comedia romántica The Greatest Love, como el arrogante "Dokko Jin," lo volvió un mini fenómeno de la cultura del pop, dando aumento a numerosos tratos comerciales y parodias, así como premios para él.
Debutó en teatro en 2012 en la obra Bring Me My Chariot Fire junto a los actores japoneses Tsuyoshi Kusanagi, Ryoko Hirosue, Teruyuki Kagawa, y el veterano actor coreano Kim Eung-soo. Ambientada en el históricamente turbulento inicio de la década de 1900, la cual se enfocó en la amistad de artistas de Corea y Japón quiénes trabajan juntos para preservar las artes coreanas tradicionales.
En 2014, firmó con la agencia de talentos YG Entertainment, y a continuación, protagonizó la serie policíaca You're All Surrounded. seguido por su tercer trabajo en equipo con el director Jang Jin en la película de comedia noir Man on High Heels, que convierten la imagen masculina de Cha en la de un detective de homicidios transgénero.
En 2015, apareció en Three Meals a Day: Fishing Village, un reality show de cable filmado en la isla Manjae donde se ganó el sobrenombre de «Chajumma» (de la palabra ajumma que significa «señora») debido a sus versátiles habilidades de cocina a pesar de la mínima cantidad de ingredientes e implementos. Se unió entonces como parte del elenco del drama de época Política espléndida como el Príncipe Gwanghae, que se centró en las luchas de poder por el trono en medio de la Dinastía Joseon. Posteriormente interpretó al cartógrafo y geólogo Kim Jeong-ho en Daedongyeojido, adaptación de la novela El Creador del Mapa de Park Bumsin.
En 2017, se unió al elenco del drama de fantasía y comedia romántica de tvN Hwayugi de las hermanas Hong.
En agosto de 2019 se anunció que se había unido al elenco de la película Sinkhole, donde dará vida a Jung Man-soo, un hombre que trabaja en varios empleos para criar a su hijo como padre soltero.
En noviembre de 2021 se unirá al elenco principal de la serie One Ordinary Day (también conocida como "One Day"), donde dará vida a Shin Joong-han, un abogado que apenas pasó el examen de la barra y que pronto se convierte en la única persona en ayudar a Kim Hyun-soo, un joven estudiante que es falsamente acusado de un asesinato. La serie es un remake de la serie británica Criminal Justice.
En abril del mismo año se anunció que estaba en pláticas para unirse al elenco de la serie Our Blues. El rodaje comenzó a finales de octubre, y el estreno de la serie está programado para el 9 de abril de 2022.

## Vida personal
Cha se casó con su esposa Lee Soo-jin en 1992. Él y Lee son los padres biológicos de su hija Cha Ye-ni (nacida en 2003, y bautizada como Rachel). En julio de 2014, un hombre que afirmaba ser el padre del hijo de Cha y Lee Cha No ah (nacido en 1989, y bautizado como Noah) presentó (y rápidamente retiró) una demanda de ₩100 millones por difamación en contra de Cha, lo que llevó al actor a admitir que No-ah es el hijo de Lee de su anterior matrimonio, y que cuando él y Lee se casaron, él había adoptado legalmente a No-ah, que entonces tenía tres años de edad. Cha previamente había falsificado la fecha de su matrimonio en 1989 para coincidir con la edad de Noah, y pidió disculpas por aquella mentira piadosa, ya que su hijo no sabía de su paternidad.

## Filmografía

### Series
| Año  | Título                                    | Papel                   | Red                 | Notas              | Ref.                 |
| ---- | ----------------------------------------- | ----------------------- | ------------------- | ------------------ | -------------------- |
| 1997 | Historia De Nueva York                    |                         | SBS                 |                    |                      |
| 1998 | Canción del Viento                        |                         |                     |                    |                      |
| 1998 | Mujer vs Mujer                            | Im Sung-bom             |                     |                    |                      |
| 1998 | Correr Descalzo                           | Im Sung-bom             | MBC                 |                    |                      |
| 1998 | Tímidos Amantes                           | Im Sung-bom             |                     |                    |                      |
| 1998 | El Beso del ángel                         | Jang Tae-ju             | KBS2                |                    |                      |
| 1999 | Las rosas y los Brotes de soja            | Choi Gyu-dae            | MBC                 |                    |                      |
| 1999 | El Domingo Mejor "Alguien Está Mirándome" |                         | KBS2                |                    |                      |
| 1999 | Mujer en la parte Superior                | Seung-il                | SBS                 |                    |                      |
| 1999 | La Historia De Amor De "Mensaje"          |                         | SBS                 |                    |                      |
| 2003 | Guardaespaldas                            | Hong Kyung-tak          | KBS2                |                    |                      |
| 2009 | Ayuntamiento De La Ciudad                 | Jo Gook                 | SBS                 |                    |                      |
| 2010 | Atenea: Diosa de la Guerra                | Hijo Hyuk               | SBS                 |                    |                      |
| 2011 | El Amor Más Grande                        | Dokko Jin               | MBC                 |                    |                      |
| 2014 | Están todos rodeados                      | Seo Pan-seok            | SBS                 |                    |                      |
| 2015 | Política espléndida                       | Príncipe Gwanghae       | MBC                 |                    |                      |
| 2017 | Hwayugi                                   | Woo Hwi-chul            | tvN                 |                    |                      |
| 2021 | One Ordinary Day                          | Shin Joong-han          | Coupang Play, ViuTV |                    | [ 62 ]               |
| 2022 | Our Blues                                 | Choi Han-soo            | tvN                 |                    | [ 63 ] [ 64 ]        |
| 2024 | The Tyrant                                | Lim Sang                | Disney+             | Serie web en 4 ep. | [ 65 ] [ 66 ] [ 67 ] |
| 2024 | Una maleta                                | Paciente con respirador | Netflix             | Aparición especial | [ 68 ]               |
| 2025 | Sin piedad para nadie                     | Señor Kim               | Netflix             | Aparición especial | [ 69 ]               |

### Películas
| Año  | Título                              | Papel                           | Ref.          |
| ---- | ----------------------------------- | ------------------------------- | ------------- |
| 1997 | Holiday in Seoul                    | novio de la modelo de piernas   |               |
| 1998 | If the Sun Rises in the West        | Ji-min                          |               |
| 1999 | Ghost in Love                       | Na Han-su                       |               |
| 1999 | Attack the Gas Station              |                                 |               |
| 1999 | Fin de Siecle                       | Sang-woo                        |               |
| 2000 | Black Honeymoon                     | Kim Joon-ho                     |               |
| 2000 | Libera Me                           | Yeo Hee-su                      |               |
| 2001 | Kick the Moon                       | Choi Ki-woong                   |               |
| 2002 | Break Out                           | Yang Cheol-gon                  |               |
| 2002 | Jail Breakers                       | Choi Mu-seok                    |               |
| 2003 | My Teacher, Mr. Kim                 | Kim Bong-doo                    |               |
| 2004 | Ghost House                         | Park Pil-gi                     |               |
| 2004 | Lovely Rivals                       | Kim Bong-doo (cameo)            |               |
| 2005 | Blood Rain                          | Lee Won-gyoo                    |               |
| 2005 | Murder, Take One                    | Choi Yeon-gi                    |               |
| 2006 | Over the Border                     | Kim Sun-ho                      |               |
| 2007 | Small Town Rivals                   | Jo Choon-sam                    |               |
| 2007 | My Son                              | Lee Kang-shik                   |               |
| 2008 | Eye for an Eye                      | Ahn Hyun-min                    |               |
| 2009 | Secret                              | Kim Seong-yeol                  |               |
| 2010 | Blades of Blood                     | Lee Mong-hak                    |               |
| 2010 | 71: Into the Fire                   | Park Moo-rang                   |               |
| 2012 | The Suck Up Project: Mr. XXX-Kisser | Cha Seung-won (cameo)           |               |
| 2014 | Man on High Heels                   | Yoon Ji-wook                    |               |
| 2015 | Minions                             | narrador (voz, doblaje coreano) | [ 70 ]        |
| 2016 | The Map Against The World           | Kim Jeong-ho                    |               |
| 2018 | Believer                            | Brian Lee                       | [ 71 ] [ 72 ] |
| 2021 | Night in Paradise                   | Director Ma                     |               |
| 2021 | Sinkhole                            | Jung Man-soo                    | [ 73 ]        |
| 2023 | Creyente 2                          | Brian Lee                       | [ 74 ] [ 75 ] |
| 2024 | Invasión, insurrección              | rey Seonjo                      | [ 76 ]        |

### Espectáculos de variedad
| Año   | Título                                            | Papel         | Red |
| ----- | ------------------------------------------------- | ------------- | --- |
| 1998  | Lee Seung-yeon's say, say, say                    | Copresentador | SBS |
| 1998  | GO! Our Heaven                                    | presentador   | MBC |
| 1998  | Kim Hye-soo Plus You                              | Copresentador | SBS |
| 1998  | Music Camp                                        | MC            | MBC |
| 2006  | Cha Seung-won's Health Club (Sunday Sunday Night) | él mismo      | MBC |
| 2015  | Three Meals a Day: Fishing Village                | él mismo      | tvN |
| 2016  | Three Meals a Day: Gochang Village                | él mismo      | tvN |
| 2019- | Guest House in Europe                             | él mismo      | tvN |

### Videos musicales
| Año  | Canción                       | Artista       |
| ---- | ----------------------------- | ------------- |
| 1998 | "Even if the World Fools You" | Kim Jang-hoon |
| 1998 | "Poison"                      | Uhm Jung-hwa  |
| 2000 | "I am a Man"                  | Kim Jang-hoon |
| 2001 | "I Love You"                  | Position      |
| 2002 | "In My Heart"                 | 4U            |
| 2003 | Project X                     | [ 78 ]        |
| 2008 | "Shower"                      | Kim Jang-hoon |
| 2011 | "Cry Cry"                     | T-ara         |
| 2012 | "Lovey Dovey"                 | T-ara         |
| 2012 | "I'm Sorry"                   | Lena Park     |
| 2017 | "Beautiful"                   | Wanna One     |

## Teatro
| Año  | Obra                        | Personaje    |
| ---- | --------------------------- | ------------ |
| 2012 | Bring Me My Chariot of Fire | Lee Soon-woo |

## Premios y nominaciones
| Año  | Premio                                  | Categoría                                            | Trabajo                | Resultado | Ref.   |
| ---- | --------------------------------------- | ---------------------------------------------------- | ---------------------- | --------- | ------ |
| 1995 | Model Line                              | mejor vestido                                        | [NA]: {{{1}}}          | Ganador   |        |
| 1995 | Korea Model Association                 | Modelo del año                                       | [NA]: {{{1}}}          | Ganador   |        |
| 1995 | Korea Fashion Photographers Association | Modelo del año                                       | [NA]: {{{1}}}          | Ganador   |        |
| 1995 | 12th Best Dressed Awards                | mejor vestido, categoría modelo                      | [NA]: {{{1}}}          | Ganador   |        |
| 1996 | Korea Fashion Association               | modelo masculino del año                             | [NA]: {{{1}}}          | Ganador   |        |
| 1997 | Model Center's Adieu Fashion Festival   | Gran premio(Daesang) de moda                         | [NA]: {{{1}}}          | Ganador   |        |
| 1999 | 16th Korea Best Dresser Swan Awards     | mejor vestido                                        | [NA]: {{{1}}}          | Ganador   |        |
| 2000 | 37th Grand Bell Awards                  | mejor actor nuevo                                    | A Century's End        | Nominado  |        |
| 2000 | 21st Blue Dragon Film Awards            | mejor actor de reparto                               | Libera Me              | Nominado  |        |
| 2001 | 38th Grand Bell Awards                  | mejor actor                                          | Libera Me              | Nominado  |        |
| 2001 | 22nd Blue Dragon Film Awards            | mejor actor                                          | Kick the Moon          | Nominado  |        |
| 2002 | 25th Golden Cinematography Awards       | Premio de popularidad                                | Kick the Moon          | Ganador   |        |
| 2003 | 39th Baeksang Arts Awards               | mejor actor (película)                               | Jail Breakers          | Ganador   |        |
| 2003 | 40th Grand Bell Awards                  | mejor actor                                          | My Teacher, Mr. Kim    | Nominado  |        |
| 2003 | 24th Blue Dragon Film Awards            | mejor actor                                          | My Teacher, Mr. Kim    | Nominado  |        |
| 2003 | 16th Grimae Awards                      | mejor actor                                          | Bodyguard              | Ganador   |        |
| 2003 | KBS Drama Awards                        | Premio de popularidad                                | Bodyguard              | Ganador   |        |
| 2003 | KBS Drama Awards                        | premio a la alta excelencia, Actor                   | Bodyguard              | Ganador   |        |
| 2003 | Korea Advertisers Association           | premio al mejor modelo                               | [NA]: {{{1}}}          | Ganador   |        |
| 2004 | 40th Baeksang Arts Awards               | mejor actor(TV)                                      | Bodyguard              | Nominado  |        |
| 2006 | 42nd Baeksang Arts Awards               | mejor actor(cine)                                    | Blood Rain             | Nominado  |        |
| 2007 | TVCF Awards                             | mejor Model fde comerciales 2006                     | [NA]: {{{1}}}          | Ganador   |        |
| 2007 | 15th Chunsa Film Art Awards             | mejor actor                                          | My Son                 |           | [ 79 ] |
| 2007 | Korea Fashion & Design Awards           | premio al icono de la moda                           | [NA]: {{{1}}}          | Ganador   |        |
| 2008 | 1st Korea Jewelry Awards                | premio zafiro                                        | [NA]: {{{1}}}          | Ganador   |        |
| 2009 | SBS Drama Awards                        | Top 10 Stars                                         | City Hall              | Ganador   | [ 80 ] |
| 2009 | SBS Drama Awards                        | premio a la excelencia, actor en un drama especial   | City Hall              | Ganador   | [ 80 ] |
| 2010 | 5th Asia Model Festival Awards          | premio especial Asia, categoría película             | [NA]: {{{1}}}          | Ganador   |        |
| 2011 | 1st Hong Kong Cable TV Awards           | mejor actor                                          | City Hall              | Nominado  |        |
| 2011 | 5th Mnet 20's Choice Awards             | mejor cuerpo masculino (mejor abdomen)               | [NA]: {{{1}}}          | Ganador   | [ 81 ] |
| 2011 | 5th Mnet 20's Choice Awards             | estrella de drama más caliente - masculino           | The Greatest Love      | Ganador   | [ 81 ] |
| 2011 | 4th Style Icon Awards                   | icono de la moda del año                             | [NA]: {{{1}}}          | Ganador   | [ 82 ] |
| 2011 | 9th Korea Lifestyle Awards              | mejor vestido del año-masculino                      | [NA]: {{{1}}}          | Ganador   | [ 83 ] |
| 2011 | 4th Korea Drama Awards                  | mejor actor                                          | The Greatest Love      | Nominado  |        |
| 2011 | 38th Korea Broadcasting Awards          | mejor actor                                          | The Greatest Love      | Ganador   | [ 84 ] |
| 2011 | 24th Grimae Awards                      | mejor actor                                          | The Greatest Love      | Ganador   | [ 85 ] |
| 2011 | SBS Drama Awards                        | premio a la excelencia-actor                         | Athena: Goddess of War | Nominado  |        |
| 2011 | MBC Drama Awards                        | premio a la mejor pareja junto a Gong Hyo-jin        | The Greatest Love      | Ganador   | [ 86 ] |
| 2011 | MBC Drama Awards                        | premio a la alta excelencia, Actor de Miniserie      | The Greatest Love      | Ganador   | [ 86 ] |
| 2012 | 48th Baeksang Arts Awards               | mejor actor (TV)                                     | The Greatest Love      | Nominado  |        |
| 2014 | SBS Drama Awards                        | premio a la alta excelencia, actor                   | You're All Surrounded  | Nominado  |        |
| 2015 | 10th Asia Model Festival Awards         | premio a la estrella de Asia                         | [NA]: {{{1}}}          | Ganador   |        |
| 2015 | 8th Korea Drama Awards                  | Gran premio (Daesang)                                | Splendid Politics      | Nominado  |        |
| 2015 | 4th APAN Star Awards                    | premio a la alta excelencia, Actor de drama          | Splendid Politics      | Nominado  |        |
| 2015 | MBC Drama Awards                        | Top 10 Stars Award                                   | Splendid Politics      | Ganador   |        |
| 2015 | MBC Drama Awards                        | premio a la alta excelencia, Actor de drama especial | Splendid Politics      | Nominado  |        |
| 2015 | MBC Drama Awards                        | Gran premio (Daesang)                                | Splendid Politics      | Nominado  |        |
| 2017 | Elle Style Awards                       | Super Icono (masculino)                              | [NA]: {{{1}}}          | Ganador   | [ 87 ] |
| 2017 | 8th Korean Popular Culture Awards       | Recomendación presidencial                           |                        | Ganador   | [ 88 ] |
| 2021 | 26th Chunsa Film Art Award              | Best Supporting Actor                                | Night in Paradise      | Nominado  |        |
| 2021 | 41st Golden Cinema Film Festival        | Cinematographers’ Choice Popularity Award            | Sinkhole               | Ganador   | [ 89 ] |